# Нікольськ (Кабанський район)
Нікольськ (рос. Никольск) — село Кабанського району, Бурятії Росії. Входить до складу Сільського поселення Шергінське.
Населення — 194 особи (2015 рік).